# ツトゥヒル語
ツトゥヒル語（ツトゥヒルご、Tzʼutujil）は、グアテマラのソロラ県とスチテペケス県で話されるツトゥヒル族の言語。マヤ語族のキチェ語群に属する。
UNESCOの危機に瀕する言語では「危険」(Definitely Endangered)に分類されている。

## 概要
ツトゥヒル語の話される地域は主にアティトラン湖の南と西で、ソロラ県の6つの町（サンティアゴ・アティトランを含む）とスチテペケス県の2つの町で話される。西にキチェ語、東と南にカクチケル語の話される地域が接する。
ツトゥ・バクトゥン・カン(Tzʼutu Baktun Kan)はツトゥヒルのラッパーとして知られ、ツトゥヒル語で多くのヒップホップ曲を作っている。

## 音声
子音は以下のものがある。
|        | 両唇音 | 歯茎音 | 後部歯茎音 | 硬口蓋音 | 軟口蓋音 | 口蓋垂音 | 声門音 |
| ------ | ------ | ------ | ---------- | -------- | -------- | -------- | ------ |
| 破裂音 | p bʼ   | t tʼ   |            |          | k kʼ     | q qʼ     | ʼ      |
| 破擦音 |        | tz tzʼ | ch chʼ     |          |          |          |        |
| 摩擦音 |        | s      | x          |          |          | j        |        |
| 鼻音   | m      | n      |            |          |          |          |        |
| 流音   |        | l r    |            |          |          |          |        |
| 半母音 | w      |        |            | y        |          |          |        |

ほかに有声破裂音b d gがスペイン語からの新しい借用語に見られる。
喉頭化しない破裂音・破擦音(p t tz ch k q)は、語末または他の子音の前で強い有気音になる。デーリーによると喉頭化子音は原則として放出音だが、bʼ tʼは母音の前で入破音[ɓ ɗ]になる。qʼも母音の前で入破音[ʛ]になることがある。ベネットも母音の前でbʼはほぼ常に有声入破音、qʼは入破音または放出音であることを確認したが、tʼは入破音ではなく放出音とする。
軟口蓋音k kʼは後続の音によって口蓋化することがある。
共鳴音(m n l r w y)は語末で無声化（鼻音m nは部分的に無声化）する。m n以外は子音の前でも無声化する。ただしサンティアゴ方言ではスペイン語からの借用語の場合無声化しない。
wは前舌母音の前で[β]と発音される。
語根の大部分は単音節で、(C)VC、(C)VVC、(C)VʼC、(C)VjCがある。このうち(C)VjCはサンティアゴ方言では(C)VʼC、サン・ペドロ方言では(C)VVCに変化した。たとえばchʼajt「ベッド」は、サンティアゴ方言でchʼaʼt、サン・ペドロ方言でchʼaatになる。(C)VjCでjは実際には[h]と発音される。
母音は短母音a e i o uと長母音aa ee ii oo uuがある。サンティアゴ方言ではさらに二重母音ie uoが加わる。この二重母音はee ooが変化したものだが、サンティアゴ方言にはee ooもある。後者は歴史的に(C)VjCで最後のCが喉頭化子音の場合に新たに発生した音である。
強勢は原則として最後の音節にある。借用語以外では単音節形容詞が後続する名詞を修飾するときにつけられる接尾辞-Vが強勢を持たないのが唯一の例外になっている。
歴史的に存在したが消滅した子音が、後ろに接尾辞が加わることによって復活することがある。例：aaqʼaʼ「夜」 - aaqʼaʼbʼ-iil「夜明け前」。

## 文法
ほかのマヤ語族と同様、ツトゥヒル語は能格言語であり、人称接辞にA型（能格）とB型（絶対格）がある。逆受動態を2種類もつ。
ツトゥヒル語は膠着語であり、多くの接辞を使用する。たとえばx-in-war-i inin「私は眠った」という文では、x-が完全相を表す接頭辞、in-がB型の一人称単数人称接辞、warが自動詞語根「眠る」、-iが動詞述語の後ろにつく接尾辞、ininが一人称単数代名詞である。接頭辞・接尾辞のほかに接中辞があり、受動態を表すjがx-cho<j>y-i ja nim cheeʼ「その大きな木は切られた」のように使われる。
基本的な語順はVOS型である。しかしながら、主題化や焦点化によって実際には5種類の順序が出現する。

## 関連文献
- Dayley, Juan Felipe; Francisco Pérez Mendoza; Miguel Hernández Mendoza (1996). Diccionario Tzʼutujil. La Antigua, Guatemala: Proyecto Lingüístico Francisco Marroquín（ツトゥヒル語・スペイン語辞典）